# Slovensko na Zimních olympijských hrách 2002
Slovensko na Zimních olympijských hrách 2002 reprezentovalo 49 sportovců. Slovensko nezískalo ani jednu medaili
- Nejmladší účastník Slovenské republiky: lyžařka Veronika Zuzulová (17 let, 220 dní)
- Nejstarší účastník Slovenské republiky: bobista Braňo Prieložný (33 let, 289 dnů)

## Seznam všech zúčastněných sportovců
| Číslo | Jméno                 | Pohlaví | Věk | Sport              |
| ----- | --------------------- | ------- | --- | ------------------ |
| 1     | Veronika Zuzulová     | Žena    | 17  | Alpské lyžování    |
| 2     | Michal Rajčan         | Muž     | 21  | Alpské lyžování    |
| 3     | Ivan Heimschild       | Muž     | 21  | Alpské lyžování    |
| 4     | Marcela Pavkovčeková  | Žena    | 24  | Biatlon            |
| 5     | Anna Murínová         | Žena    | 28  | Biatlon            |
| 6     | Soňa Mihoková         | Žena    | 30  | Biatlon            |
| 7     | Marek Matiaško        | Muž     | 24  | Biatlon            |
| 8     | Tatiana Kutlíková     | Žena    | 29  | Biatlon            |
| 9     | Martina Jašicová      | Žena    | 28  | Biatlon            |
| 10    | Marián Vanderka       | Muž     | 29  | Boby               |
| 11    | Braňo Prieložný       | Muž     | 33  | Boby               |
| 12    | Róbert Kresťanko      | Muž     | 29  | Boby               |
| 13    | Milan Jagnešák        | Muž     | 32  | Boby               |
| 14    | Jaroslava Bukvajová   | Žena    | 26  | Běžecké lyžování   |
| 15    | Ivan Batory           | Muž     | 26  | Běžecké lyžování   |
| 16    | Martin Bajčičák       | Muž     | 25  | Běžecké lyžování   |
| 17    | Oljga Beständigová    | Žena    | 22  | Krasobruslení      |
| 18    | Jozef Beständig       | Muž     | 23  | Krasobruslení      |
| 19    | Zuzana Babiaková      | Žena    | 23  | Krasobruslení      |
| 20    | Ľubomír Višňovský     | Muž     | 25  | Lední hokej        |
| 21    | Jaroslav Török        | Muž     | 30  | Lední hokej        |
| 22    | Jozef Stümpel         | Muž     | 29  | Lední hokej        |
| 23    | Rastislav Staňa       | Muž     | 22  | Lední hokej        |
| 24    | Peter Smrek           | Muž     | 22  | Lední hokej        |
| 25    | Richard Šechný        | Muž     | 30  | Lední hokej        |
| 26    | Miroslav Šatan        | Muž     | 27  | Lední hokej        |
| 27    | Pavol Rybár           | Muž     | 30  | Lední hokej        |
| 28    | Róbert Petrovický     | Muž     | 28  | Lední hokej        |
| 29    | Richard Pavlikovský   | Muž     | 26  | Lední hokej        |
| 30    | Rastislav Pavlikovský | Muž     | 24  | Lední hokej        |
| 31    | Ján Pardavý           | Muž     | 30  | Lední hokej        |
| 32    | Žigmund Pálffy        | Muž     | 29  | Lední hokej        |
| 33    | Jaroslav Obšut        | Muž     | 25  | Lední hokej        |
| 34    | Dušan Milo            | Muž     | 28  | Lední hokej        |
| 35    | Ivan Majeský          | Muž     | 25  | Lední hokej        |
| 36    | Richard Lintner       | Muž     | 24  | Lední hokej        |
| 37    | Ján Lašák             | Muž     | 22  | Lední hokej        |
| 38    | Richard Kapuš         | Muž     | 29  | Lední hokej        |
| 39    | Marián Hossa          | Muž     | 23  | Lední hokej        |
| 40    | Michal Handzuš        | Muž     | 24  | Lední hokej        |
| 41    | Pavol Demitra         | Muž     | 27  | Lední hokej        |
| 42    | Ľuboš Bartečko        | Muž     | 25  | Lední hokej        |
| 43    | Jaroslav Slavík       | Muž     | 26  | Saně               |
| 44    | Veronika Sabolová     | Žena    | 21  | Saně               |
| 45    | Ľubomír Mick          | Muž     | 23  | Saně               |
| 46    | Walter Marx           | Muž     | 23  | Saně               |
| 47    | Michal Pšenko         | Muž     | 19  | Severská kombinace |
| 48    | Matúš Užák            | Muž     | 20  | Short track        |
| 49    | Jana Šedová           | Žena    | 28  | Snowboarding       |